# 大岸頼好
大岸 頼好（おおぎし よりよし、1902年〈明治35年〉2月18日 - 1952年〈昭和27年〉1月29日）は、日本の陸軍軍人、右翼活動家。

## 経歴
高知県香美郡片地村（土佐山田町を経て現香美市）出身。大岸蓑吉、岩尾の息子として生まれた。陸軍士官学校卒（35期）。1930年西田税の指導する秘密結社「天剣党」に参加、皇道派青年将校運動のリーダーとなり、1931年9月「皇政維新法案大綱」という国家改造計画を起草した。1936年の2.26事件に関係して待命となり、左翼から転向の中村義明とともに右翼団体「あけぼの社」を設立。同年12月大尉で予備役。1940年9月近衛新体制に即応、革新青年団結のため結成された皇道翼賛青年連盟委員となった。